# Műugrás a 2014. évi nyári ifjúsági olimpiai játékokon
A 2014. évi nyári ifjúsági olimpiai játékokon a műugrás versenyeinek Nankingban a Nankingi Olimpiai Sportközpont adott otthont augusztus 23. és 27. között. A fiúknál és a lányoknál is 3 méteres és 10 méteres műugrásban, valamint vegyes csapatban avattak ifjúsági olimpiai bajnokot.

## Naptár
Az időpontok helyi idő szerint (UTC+8) értendők.
| Dátum         | Időpont | Versenyszám           |
| ------------- | ------- | --------------------- |
| Augusztus 23. | 10:00   | Lány 10 m, selejtezők |
| Augusztus 23. | 17:00   | Lány 10 m, döntő      |
| Augusztus 24. | 10:00   | Fiú 3 m, selejtezők   |
| Augusztus 24. | 17:00   | Fiú 3 m, döntő        |
| Augusztus 25. | 10:00   | Lány 3 m, selejtezők  |
| Augusztus 25. | 17:00   | Lány 3 m, döntő       |
| Augusztus 26. | 10:00   | Fiú 10 m, selejtezők  |
| Augusztus 26. | 17:00   | Fiú 10 m, döntő       |
| Augusztus 27. | 16:00   | Vegyes csapat, döntő  |

## Éremtáblázat
(A táblázatokban a rendező ország eltérő háttérszínnel, az egyes számoszlopok legmagasabb értéke vastagítással kiemelve.)
| A 2014. évi nyári ifjúsági olimpiai játékok éremtáblázata műugrásban | A 2014. évi nyári ifjúsági olimpiai játékok éremtáblázata műugrásban | A 2014. évi nyári ifjúsági olimpiai játékok éremtáblázata műugrásban | A 2014. évi nyári ifjúsági olimpiai játékok éremtáblázata műugrásban | A 2014. évi nyári ifjúsági olimpiai játékok éremtáblázata műugrásban | Olimpia  |
| -------------------------------------------------------------------- | -------------------------------------------------------------------- | -------------------------------------------------------------------- | -------------------------------------------------------------------- | -------------------------------------------------------------------- | -------- |
|                                                                      | Ország                                                               | Arany                                                                | Ezüst                                                                | Bronz                                                                | Összesen |
| 1.                                                                   | Kína (CHN)                                                           | 4                                                                    | 0                                                                    | 0                                                                    | 3        |
| –                                                                    | Nemzetek vegyes részvételei (MIX)                                    | 1                                                                    | 1                                                                    | 1                                                                    | 3        |
|                                                                      |                                                                      |                                                                      |                                                                      |                                                                      |          |
| 2.                                                                   | Mexikó (MEX)                                                         | 0                                                                    | 1                                                                    | 2                                                                    | 4        |
| 3.                                                                   | Kanada (CAN)                                                         | 0                                                                    | 1                                                                    | 1                                                                    | 2        |
| 3.                                                                   | Malajzia (MAS)                                                       | 0                                                                    | 1                                                                    | 1                                                                    | 2        |
| 5.                                                                   | Ukrajna (UKR)                                                        | 0                                                                    | 1                                                                    | 0                                                                    | 1        |
| Összesen                                                             | Összesen                                                             | 5                                                                    | 5                                                                    | 5                                                                    | 15       |

## Érmesek

### Fiú
| A 2014. évi nyári ifjúsági olimpiai játékok érmesei fiú műugrásban |                       |        |                                    |        |                                    |        |
| Versenyszám                                                        | Arany                 | Arany  | Ezüst                              | Ezüst  | Bronz                              | Bronz  |
| 3 m                                                                | Jang Hao · Kína (CHN) | 613,80 | Rodrigo Diego Lopez · Mexikó (MEX) | 593,65 | Philippe Gagné · Kanada (CAN)      | 566,75 |
| 10 m                                                               | Jang Hao · Kína (CHN) | 665,90 | Philippe Gagné · Kanada (CAN)      | 531,70 | Rodrigo Diego Lopez · Mexikó (MEX) | 512,75 |

### Lány
| A 2014. évi nyári ifjúsági olimpiai játékok érmesei lány műugrásban |                           |        |                                   |        |                                      |        |
| Versenyszám                                                         | Arany                     | Arany  | Ezüst                             | Ezüst  | Bronz                                | Bronz  |
| 3 m                                                                 | Vu Seng-ping · Kína (CHN) | 492,05 | Hanna Krasznoslik · Ukrajna (UKR) | 459,10 | Loh Zhiayi · Malajzia (MAS)          | 446,70 |
| 10 m                                                                | Vu Seng-ping · Kína (CHN) | 526,20 | Loh Zhiayi · Malajzia (MAS)       | 450,65 | Alejandra Orozco Loza · Mexikó (MEX) | 430,25 |

### Vegyes
| A 2014. évi nyári ifjúsági olimpiai játékok érmesei vegyes műugrásban |                                                                       |        |                                |        |                                                                                  |        |
| Versenyszám                                                           | Arany                                                                 | Arany  | Ezüst                          | Ezüst  | Bronz                                                                            | Bronz  |
| Vegyes csapat                                                         | Daniel Jensen · Norvégia (NOR) · Alejandra Orozco Loza · Mexikó (MEX) | 379,50 | Mohab Elkordy · Egyiptom (EGY) | 374,90 | Gracia Leydon Mahoney · Egyesült Államok (USA) · Pilip Tkacsenko · Ukrajna (UKR) | 354,00 |
| Vegyes csapat                                                         | Daniel Jensen · Norvégia (NOR) · Alejandra Orozco Loza · Mexikó (MEX) | 379,50 | Vu Seng-ping · Kína (CHN)      | 374,90 | Gracia Leydon Mahoney · Egyesült Államok (USA) · Pilip Tkacsenko · Ukrajna (UKR) | 354,00 |